# Hannah Levy
Hannah Levy (nascida Johanna Levy, depois de casada, Hanna Deinhard) (Osnabrück, 28 de Setembro de 1912 — Basileia, 14 de Julho de 1984) foi uma historiadora da arte alemã que deixou uma importante marca no Brasil através de seus estudos sobre o Barroco.

## Biografia
Era a caçula no casal de filhos de Leo e Zilla Levy, seu irmão se chamava Siegfried. Seu pai era sócio da R. Overmeyer Mechanische Kleider-Wäsche-Fabrik, empresa que produzia uniformes industriais e infantis. Frequentou o "Oberlyzeum für höhere Töchter" em Osnabrück e estudou História da Arte, Filosofia e Alemão a partir de 1932 nos cursos de verão promovidos pela Universidade de Munique. Após a tomada do poder pelos nazistas em 1933, viajou para Paris em uma excursão escolar e, como não podia continuar seus estudos na Alemanha devido às restrições impostas aos judeus, matriculou-se na Sorbonne. Havia, então, começado um relacionamento com o violoncelista Fritz Deinhard, trinta anos mais velho, que havia a acompanhado à França.

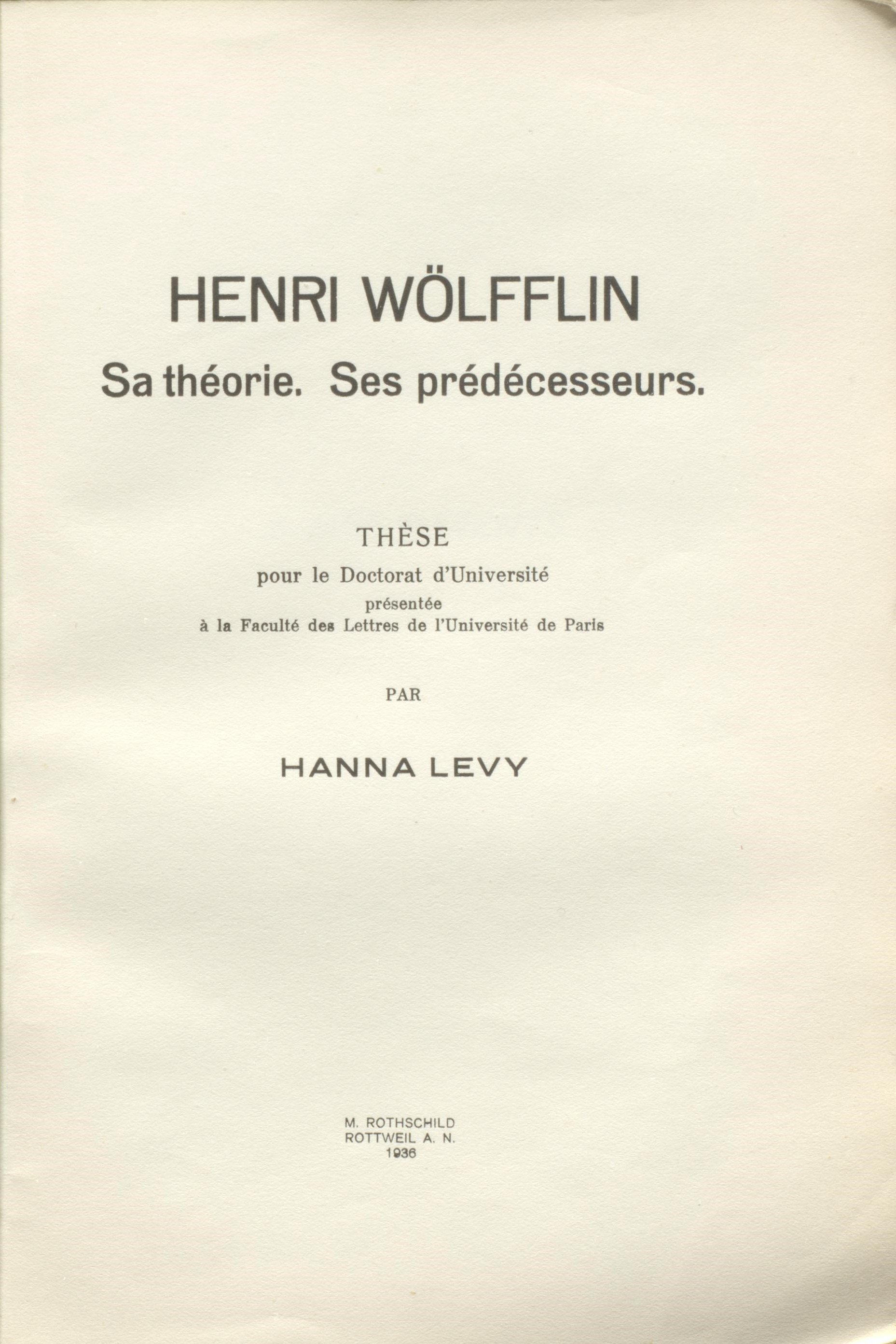
Tese de Doutorado de Hanna Levy defendida na Sorbonne em 1936, tratando das teorias de Heinrich Wölfflin.

Levy obteve seu doutorado em 1936, com a tese Heinrich Wölfflin: Sa théorie, Ses prédécesseurs, sob a orientação de Charles Lalo e Henri Focillon. No trabalho buscava localizar a origem dos conceitos teóricos de Heinrich Wölfflin. Internacionalmente a tese foi seu trabalho com a mais significativa fortuna crítica, sendo traduzida para várias línguas. Em 1937, proferiu uma palestra sobre a necessidade de se promover uma Sociologia da Arte, no 2º Congresso Internacional de Estética e Estudos Artísticos, em Paris.
Levy emigrou para o Brasil em 1937 com seu companheiro e aprendeu rapidamente o português. Também conseguiu que seus pais se mudassem para o país em 1938, e com eles e Fritz se estabeleceu em Petrópolis, por preferir o clima da cidade ao do Rio de Janeiro. Rapidamente Levy conseguiu um cargo junto ao Serviço do Patrimônio Histórico e Artístico Nacional, onde permaneceu por dez anos desenvolvendo atividades como pesquisadora, crítica de arte e professora, ministrando cursos de História da Arte para os técnicos do órgão, sob os auspícios de Rodrigo Mello Franco de Andrade. Também atuou como professora de Arte Moderna e crítica de arte na Fundação Getulio Vargas em 1946. Publicou artigos sobre arte contemporânea brasileira em revistas brasileiras e jornais diários, além de ter organizado catálogos de exposições. Foi nessa época que se tornou amiga da artista Fayga Ostrower.
Teve vários artigos publicados na Revista do SPHAN na década de 1940, textos que deixaram um legado importantíssimo para o aprofundamento e renovação dos estudos sobre o Barroco brasileiro, numa época em que ele ainda era cercado por um preconceito geral e mal começava a ser abordado de maneira científica, o que contribuiu de maneira destacada para sua revalorização no Brasil e divulgação na Europa, quando ainda era praticamente desconhecido. Foi a primeira a chamar a atenção para as principais fontes da iconografia do Barroco brasileiro, identificando-as no grande acervo de gravuras e estampas europeias que circulou entre os artífices da América portuguesa entre os séculos XVII e XVIII. Sua obra pioneira provocou alguma controvérsia à época, mas hoje seu valor é amplamente reconhecido e vem sendo estudada e comentada por diversos pesquisadores brasileiros e estrangeiros.
Segundo Baumgarten & Tavares,
"Específica a uma história da arte brasileira, a metodologia desenvolvida por Levy emancipou-se das abordagens europeias, sem no entanto enveredar-se pelo caminho de uma história da arte nacional ou mesmo nacionalista, em busca da essência de uma arte nacional, nos termos defendidos por Mário de Andrade e pelos adeptos da brasilidade. Ela não somente questionou o cânone europeu, mas também defendeu a importância da conceituação teórica para uma história da arte não-nacionalista e não-eurocentrista. [...] Ao defender as análises estruturais e formais das obras, ela revela as hierarquizações e as pré-valorizações dessas abordagens formalistas, em uma perspectiva que em décadas posteriores recebeu o nome de 'crítica da ideologia' (Ideologiekritik), conceito desenvolvido pelos neomarxistas e pelos membros da Escola de Frankfurt. Neste sentido, é possível considerar Levy como uma das predecessoras de uma história da arte pós-colonial".
Em janeiro de 1948, Hannah e Fritz se mudaram para os Estados Unidos, onde se casaram e ela passou a assinar com o sobrenome Deinhard. Em 1948, Hannah assumiu o cargo de professora na New School for Social Research em Nova York e passou a complementar seu magro salário guiando passeios aos museus da cidade. Em 1956, ela e o marido se mudaram para Israel, onde ela aprendeu hebraico, ministrou cursos e publicou bastante. Como Fritz logo faleceu, Hannah retornou para Nova York em 1957, voltando a lecionar na New School, onde permaneceu por cerca de vinte anos. De 1961 a 1965, também lecionou como professora associada no Bard College e atuou como docente em diferentes instituições de 1965 até sua aposentadoria em 1978 no Queens College da City University of New York, onde lecionava desde o começo da década de 1960.
O foco de sua docência foi a História da arte europeia de meados do século XVIII ao início do século XX. Seu livro Bedeutung und Ausdruck: Zur Soziologie der Malerei, com ensaios sobre Sociologia da Arte, foi publicado na Alemanha em 1967, o que a levou a participar de debates sobre Arte Contemporânea e proferir palestras na Alemanha, Suíça e Suécia. Com o lançamento da tradução norte-americana, Meaning and Expression: Toward a Sociology of Art, em 1970, Hannah foi convidada a contribuir com periódicos norte-americanos e para ministrar conferências por todos os EUA. Em 1978, ela se mudou para Basileia, na Suíça, onde ainda chegou a ministrar cursos na na Volkshochschule até sua morte, aos 71 anos.
Desde 2021 o Departamento de História da Arte da Universidade de Basileia, na Suíça, concede anualmente o Prêmio Hannah Levy-Deinhard para teses de destaque na área de História da Arte.

## Publicações

#### Como Hanna Levy
- Henri Wölfflin: Sa théorie, Ses prédécesseurs. Rottweil: M. Rothschild, 1936;[8]
- “Sur la nécessité d’une sociologie de l’art”. In: Actes du Deuxième Congrès International d’Esthétique et de Science de l’Art. Paris, 1937, p.342-345;[8]
- “A propósito de três teorias sobre o Barroco”. Revista do Serviço do Patrimônio Histórico e Artístico Nacional, Rio de Janeiro, SPHAN, n. 5, 1941, p. 259-284. Arquivado em IPHAN (acessado em março de 2023);
- “A pintura colonial no Rio de Janeiro”. Revista do Serviço do Patrimônio Histórico e Artístico Nacional, Rio de Janeiro, SPHAN, n. 6, 1942, p. 7-79. Arquivado em IPHAN (acessado em março de 2023);
- “Modelos europeus na Pintura Colonial”. Revista do Serviço do Patrimônio Histórico e Artístico Nacional, Rio de Janeiro, SPHAN, n. 8, 1944, p. 7-66. Arquivado em IPHAN (acessado em março de 2023);
- “Retratos coloniais”. Revista do Serviço do Patrimônio Histórico e Artístico Nacional, Rio de Janeiro, SPHAN, n. 9, 1945, p. 251-290. Arquivado em IPHAN (acessado em março de 2023).

#### Como Hanna Deinhard
- Bedeutung und Ausdruck: Zur Soziologie der Malerei. Neuwied: Luchterhand, 1967;[8]
- Meaning and Expression: Toward a Sociology of Art. Boston: Beacon Press, 1970. ISBN 978-080-706-664-5;[4]
- “Zur modernen Geschichtsmalerei”. Neue Rundschau, n. 2, 1967, p. 298-306;[8]
- “Twentieth-Century Cities and Their Discontents”. The Journal of Aesthetic Education, vol. 8, n. 2, 1974, p. 91-96;[8]
- “Reflections on Art History and Sociology of Art”. Art Journal, vol. 35, n.1, 1975, p. 29-32;[8]
- “The Work of Art as a Primary Source”. In: WOLANDT, Gerd (org.). Kunst und Kunstforschung: Beiträge zur Ästhetik. Bonn: Bouvier, 1983, p. 89-96. ISBN 3-416-01749-8.[8]